# Club Deportivo Guadalajara (España)
El Club Deportivo Guadalajara, S. A. D. es un club de fútbol español, de la ciudad de Guadalajara. Fue fundado en 1947 y actualmente compite en la Primera Federación.
Al finalizar la temporada 2012/13, tras lograr la permanencia deportiva en Segunda División, fue descendido administrativamente por la LFP por presuntas irregularidades en su capital social. En la temporada 2015/2016 coquetea peligrosamente con el descenso a la Tercera División, el cual se consuma tras empatar a un tanto en la última jornada liguera en Toledo el 15 de mayo de 2016 después de una campaña irregular y decepcionante del equipo.

## Historia

### Primeros pasos
En enero de 1947 un puñado de personas de la ciudad de Guadalajara decide fundar un club de fútbol de manera federada. Era un grupo de amigos que jugaba en el equipo de fútbol de "Educación y Descanso", una obra del régimen franquista para los jóvenes, y del Frente de Juventudes. Así que, sobre la base de este germen, se creó un club ajeno a todas estas organizaciones.
El día 4 de enero se celebra una reunión en los salones de Educación y Descanso que será el germen del Deportivo Guadalajara. De ese encuentro surge una comisión formada por Francisco Nicolás, Ignacio Burgos, Jaime Pujades, José Mª Moreno, Cayetano Morán, Carlos Camargo, Manuel Herrero, Antonio Vicenti y Rafael Aguilar. Este último es elegido presidente en primera instancia, pero cede el puesto a Jaume Pujades. Quedaba así fundado el club, levantándose acta fundacional el 30 de enero de 1947. El club fue inscrito en la Federación Castellana de Fútbol el día 5 de febrero de ese mismo año.
Esta comisión también elegiría la indumentaria del club. La camiseta morada y el pantalón blanco fueron fijados como primera indumentaria. Como segunda equipación se estableció la camiseta roja y el pantalón azul. A modo de curiosidad, cabe señalar que la segunda indumentaria fue cedida por la Selección española.
El 19 de enero de 1947 el Deportivo Guadalajara disputó su primer partido. Fue un partido amistoso en el que derrotó por un contundente 9-1 al "Bar Ideal".
El 26 de enero de 1947 disputa su primer partido oficial, venciendo 2-1 al Real Ávila en el Campeonato de aficionados.
En la temporada 1947-48 empezó a competir en Primera Regional, logrando ascender a Tercera División la temporada siguiente.
La temporada 1950-51 finalizó segundo y disputó la fase de ascenso a la Segunda División. En dicha fase se enfrentó a Recreativo de Huelva, Real Betis, Alicante, Cacereño y Atlético Baleares. Uno de los encuentros fue retransmitido en directo por Matías Prats, todo un acontecimiento para la ciudad. El coste para viajar a las Islas Baleares, fue un tanto penoso, según cuentan personas cercanas al club e incluso algunos jugadores tuvieron que empeñar sus calcetines y ropa para poder sufragarse el desplazamiento. 
Durante la década de los 50 el Deportivo Guadalajara se asentó en Tercera División, permaneciendo de manera ininterrumpida en la categoría hasta 1962, año en el que descendió por primera vez a regional. 
El 2 de mayo de 1956 el Deportivo Guadalajara disputó su primer encuentro de carácter internacional, en el que se enfrentó al Grundig Fürth alemán. 
Durante esta época dos jugadores, que posteriormente se hicieron famosos y que llegaron a ser internacionales en la década de los 60, vistieron su camiseta: Isacio Calleja y Carlos Lapetra. Otro de los jugadores que despuntó durante esta época fue Juan José Laso, que posteriormente sería presidente del club durante 27 años.

### Un equipo sin campo
Tras descender en 1962, el club consiguió retornar a la Tercera División al año siguiente. 
Sin embargo, tan solo dos años después, en 1965, avatares de la vida y decisiones que cuestan entender, provocaron que el club estuviera a punto de caer en el abismo al quedarse sin campo. Ese año era derribado el "Campo del Productor", lo que provocó que durante las dos siguientes temporadas (1965-66 y 1966-67) el club dejara de competir. 
En 1967 el Deportivo Guadalajara estrenaba su nueva casa, el "Campo del Henares", y retornó a la competición. El nuevo campo se construyó en una zona con penosos accesos y en la que ni siquiera había agua -el agua se tuvo que transportar en una vieja cisterna a unos depósitos que se ubicaban en la ladera enfrente de la tribuna para que los jugadores se pudiesen duchar. Con el tiempo se fueron mejorando las distintas estancias del campo, que en 1974 fue renombrado como campo de fútbol Pedro Escartín. 
Paralelamente a este traslado forzoso, en el ámbito deportivo las cosas tampoco fueron bien. La misma temporada del estreno del nuevo campo acabaría descendiendo a categoría regional.

### Un equipo ascensor
Durante las siguientes seis temporadas el Guadalajara compitió en categoría regional. En 1973, tras superar en la promoción de ascenso a la SD Huesca, consiguió volver a la Tercera División. Es su ausencia, la Tercera División había pasado de tener 14 grupos en la temporada 1967-68 a solo 4 en la 1970-71, con el consiguiente incremento de dificultad. Quedó encuadrado en el grupo II, junto a equipos como Deportivo Alavés, Logroñés, Castilla, Atlético Madrileño, Osasuna o Getafe. Obtuvo una más que meritoria octava plaza, aunque sería el preludio de la mala temporada –con descenso incluido– siguiente.
Durante esta época, el Deportivo Guadalajara se convirtió en un “equipo ascensor”. Tan solo aguantaba dos temporadas en Tercera División y de nuevo volvía a descender. En 1975 descendió, retornando a Tercera el año siguiente, tras superar en la promoción al Villarreal; en 1978 descendía de nuevo, volviendo a Tercera dos temporadas después; y en 1982 descendería otra vez, recuperando la categoría el siguiente año.
En 1975 se disputa la primera edición del Trofeo Alcarria. Un año después se proclamaría vencedor del Campeonato de Castilla de aficionados tras ganar al Leganés en penaltis.

### El pozo de Tercera División
Desde 1983 el Deportivo Guadalajara se mantendría de forma ininterrumpida en Tercera División durante 23 temporadas. 
En la temporada 1986/87, tras la división de la Tercera División por autonomías, quedó encuadrado en el grupo XVII (posteriormente grupo XVIII), el grupo castellano-manchego. Esta primera temporada fue nefasta. Fue último clasificado con tan solo tres victorias, ocho empates, 27 derrotas, 31 goles a favor y la friolera de 108 goles en contra, para obtener la paupérrima cifra de 14 puntos. Sin embargo, tuvo suerte en la promoción por la permanencia que disputó frente al Unión Criptanense, equipo al que se impuso en la tanda de penaltis. 
A pesar de esta temporada complicada, en los años siguientes el Guadalajara se consolidaría como uno de los equipos punteros de su grupo, marcándose como objetivo el ascenso a la Segunda División B.
Hasta en seis ocasiones (1989, 1991, 1998, 1999, 2003 y 2006), el Deportivo Guadalajara jugó, sin éxito, la fase de ascenso a Segunda División “B”.
Durante todos estos años en los que se persiguió sin éxito el sueño del ascenso el club siguió transformándose. Así, a finales de 1998, con Juan José Laso Rhodes como presidente, el club se convertiría en sociedad anónima deportiva; y en el año 2001, el empresario local Germán Retuerta se hacía cargo del club.
En 2006 rozó el ascenso, ya que, tras superar al CD Don Benito en la primera eliminatoria, sucumbió frente al Granada en la prórroga de la eliminatoria final. 
Al año siguiente se rompería el maleficio. Superó al Tropezón de Tanos en la primera eliminatoria, y en la eliminatoria final venció (2-1) en el Pedro Escartín a la UD Las Palmas "B" en el partido de ida. El 24 de julio de 2007, tras empatar (1-1) en el partido de vuelta en el estadio Pepe Gonçalvez de Las Palmas de Gran Canaria, el Deportivo Guadalajara se convertía en nuevo equipo de Segunda “B”. Guadalajara dejaba de ser la única provincia española que nunca había tenido, al menos, un equipo en Segunda “B".

### El mejor Dépor de la historia
En agosto de 2007 el Deportivo Guadalajara debutaba en Segunda “B” frente a la Peña Sport. Finalizaría la temporada 2007/08 en un meritorio octavo puesto, teniendo hasta el final opciones para clasificarse para los play-off de ascenso.
En la temporada 2008/09 fue encuadrado en el grupo sur (grupo IV), en el que acabaría clasificado en novena posición.
La temporada siguiente (2009/10), finalizó como tercer clasificado, solo superado por el Alcorcón y el Real Oviedo. Esto suponía clasificarse para la siguiente edición de la Copa del Rey –que hacía dieciocho años que no disputaba– y para los play-off de ascenso a Segunda División. En la primera eliminatoria por el ascenso (cuartos de final) fue derrotado por el Ontinyent.
La temporada 2010/2011 comenzó con la participación en la Copa del Rey. En la primera ronda eliminó al Pontevedra; sin embargo, fue derrotado por el Ceuta en la segunda eliminatoria. 
Tras un comienzo dubitativo en el campeonato de Liga, la llegada al banquillo de Carlos Terrazas provocó la reacción del equipo, que tras una espectacular segunda vuelta, finalizaría como segundo clasificado, solo superado por el Lugo. 
En la primera eliminatoria por el ascenso superó al Orihuela CF y en la segunda eliminatoria al Sevilla Atlético. En la tercera y última ronda luchó frente al CD Mirandés por una plaza en Segunda División. Pese a perder (0-1) en el partido de ida disputado en el Pedro Escartín, el 26 de junio de 2011, tras vencer (1-2) al conjunto burgalés en el estadio de Anduva, el conjunto morado logró el mayor hito de su historia, el ascenso a la Segunda División.
El 27 de agosto de 2011, en partido disputado frente a la UD Las Palmas debuta oficialmente en Segunda División. El inicio del equipo fue sorprendentemente positivo y se situó líder de la categoría en la sexta jornada pese a ser un 'novato'. Pero entró en una dinámica negativa que le obligó a centrarse en conseguir la salvación. Finalmente, se alcanza la permanencia a falta de 3 partidos para el final, venciendo al Elche CF por 2-3.

### Descenso administrativo
Para su segunda campaña en la categoría, el club se marcó como objetivo jugar los play-off de ascenso a Primera División. Con el fin de alcanzar dicho objetivo, se acometió una profunda remodelación de la plantilla, continuando únicamente cinco jugadores de la temporada anterior. La falta de acoplamiento de las nuevas incorporaciones hizo que el inicio de la campaña fuera calamitoso y que el equipo ocupara el farolillo rojo durante varias jornadas: de los 21 primeros puntos, solo lograron 1 (empate a domicilio frente al Alcorcón en la primera jornada). 
A partir del mes de octubre el equipo comienza a obtener resultados positivos y antes del parón navideño sale de las posiciones de descenso. Tras el mismo, continúan los resultados positivos y el equipo sigue escalando posiciones hacia mitad de la tabla. 
Sin embargo, en el mes de febrero salta una noticia que acabará marcando la temporada: la LFP acusa al club de irregularidades en la ampliación de capital que tuvo lugar el verano anterior. Ante estos hechos, decide abrir un expediente administrativo al club y presentar una querella contra el presidente Retuerta.
La plantilla consigue aislarse de este y otros problemas extradeportivos (como la denuncia por alineación indebida presentada por la UD Las Palmas y que sería posteriormente desestimada), sigue obteniendo resultados positivos y consigue certificar la permanencia a falta de dos jornadas en el partido disputado ante el Racing de Santander en el estadio de El Sardinero.
Días después de lograr la permanencia deportiva, la LFP calificaba como de muy graves los hechos por los que había abierto expediente al club y decretaba su descenso de categoría. Tras rechazar tanto la LFP como el CSD los distintos recursos presentados ante esta decisión, el club alcarreño ha decidido acudir a la justicia ordinaria. El 1 de agosto de 2013, a la espera de que se pronuncien en septiembre los tribunales sobre la adopción o no de medidas cautelares, la junta directiva del club decide inscribir al equipo en Segunda División B.

### De nuevo Segunda B y Tercera
En la temporada 2013-2014 el Guadalajara vuelve a la Segunda B y acaba en quinta posición en el grupo cuarto de dicha categoría, rozando, por tanto, las posiciones de play-off de ascenso.
En la temporada 2014-2015 estuvo encuadrado en el grupo II de la Segunda B, ocupando la 3.ª posición al final de la temporada regular, y no logrando ascender en los play-off de ascenso.
En la temporada 2015-2016 desciende a la Tercera División de España bajo la batuta de Manolo Cano, Félix Arnaiz Lucas y el mediático David Vidal.
En la temporada 2016-2017 empieza una nueva andadura en la Tercera División de España, militando en el grupo XVIII y bajo la batuta de Alberto Parras, clasificándose cuarto para los play-off de ascenso pero no lográndolo finalmente tras perder la eliminatoria con el Club Atlético Cirbonero.
En el tramo final de la temporada 2017-2018, el club empieza a vivir una situación convulsa en lo económico que lo lleva a concurso de acreedores en el cual los acreedores reclaman más de dos millones de euros.
Esta situación se ve repercutida en la temporada siguiente en lo institucional y lo deportivo, en la 2018-2019 donde pasan 2 presidentes, 5 entrenadores y 37 jugadores diferentes en partidos oficiales. El club consigue salvar la categoría en las últimas jornadas de liga quedando 3 puntos por encima del descenso en 15.ª posición.

### Ascenso a Segunda Federación
Tras cinco temporadas en Tercera División, y con unos nuevos propietarios, la campaña 2021-22 la disputaría en la nueva Tercera División RFEF, una nueva liga fruto de la reestructuración de las categorías nacionales de fútbol en España.
Después de una buena temporada, el equipo lograría el 23 de abril de 2022 tras vencer por 0 goles a 3 al C. D. Tarancón, proclamarse campeón por primera vez en su historia del grupo XVIII de Tercera División RFEF consiguiendo el ascenso directo a Segunda Federación con Gonzalo Ónega a los mandos del equipo.
El C. D. Guadalajara debutaría en Segunda Federación el 4 de septiembre de 2022 en un encuentro que perderían 2-0 frente al C. D. Coria. La primera victoria llegaría en la segunda jornada cuando el equipo castellano se impuso por 3 goles a 1 a la U. D. Montijo.Esa temporada también, en la Copa del Rey consiguió dos hitos. Por primera vez en su historia, el Guadalajara pasó de ronda en Copa del Rey contra un equipo dos categorías superior como la S.D. Ponferradina que militaba en Segunda División por 2-1. Esto le hizo enfrentarse por primera vez en su historia en partido oficial contra un equipo de Primera División como el Elche C.F., que se llevó la eliminatoria por 0-3 y acabó con la mejor participación en Copa del Rey hasta el momento del Deportivo Guadalajara.

### Ascenso a Primera Federación
En la temporada 2024-25 el equipo se coronó campeón por segunda vez en su historia, esta vez del Grupo V de Segunda Federación logrando el ascenso a Primera Federación. Fue campeón logrando el ascenso en la jornada 31 tras un empate a uno entre C. P. Cacereño y C. D. Illescas. Acabó siendo el mejor líder con mejor puntuación de todos los grupos con 74 puntos y logrando Amador Zarco ser el portero menos goleado de la categoría con 15 goles en contra.

## Organigrama
El Deportivo Guadalajara ha tenido 15 presidentes a lo largo de su historia. Juan José Laso Rhodes fue el presidente que más tiempo ha estado en el cargo durante 27 años en dos etapas, seguido de Germán Retuerta que lo ocupó durante 17 años.
En 1998, la entidad pasó a convertirse en una sociedad anónima deportiva tras la entrada en vigor de la ley que las regulaba y, por tanto, se modificó el sistema de elección de presidente, pasando de ser elegido por los socios del club, a ser elegido por los accionistas de la sociedad.
Entre los accionistas minoritarios se encuentran el Ayuntamiento de Gualajara y la Diputación Provincial.
- Presidente:  Carlos Ávila
- Presidente de Honor:  Pablo Ramos
- Director adjunto:  Lautaro Ruiz
- Director deportivo:  Néstor Susaeta
- Director de cantera:  Miguel Ángel Marín
- Entrenador:  Pere Martí Castelló

## Uniforme
- Uniforme local: Camiseta morada, pantalón blanco y medias moradas.
- Uniforme visitante: Camiseta blanca, pantalón negro y medias blancas.
- Sponsor técnico: Kappa

Las camisetas han sufrido diversas transformaciones a lo largo de la historia, donde varía el color de las mangas y las tonalidades de morado, así como el color de las medias y pantalones cambiando entre morado y blanco.
| 1947 | (Ver evolución) | Actual |

## Estadio
El Deportivo Guadalajara disputa desde 1967 sus partidos como local en el Pedro Escartín. El campo tiene capacidad para 6.500 espectadores y está situado en la calle Julián Besteiro, en el barrio de El Balconcillo.
Tiene este nombre en honor a Pedro Escartín Morán que fue jugador, árbitro, y entrenador de fútbol español, además de periodista y escritor.
Desde su fundación y hasta 1965, año de su demolición, el Deportivo Guadalajara disputaba sus partidos en el Campo del Productor, que estaba situado al final del Paseo del Doctor Fernández Iparraguirre.

## Himno

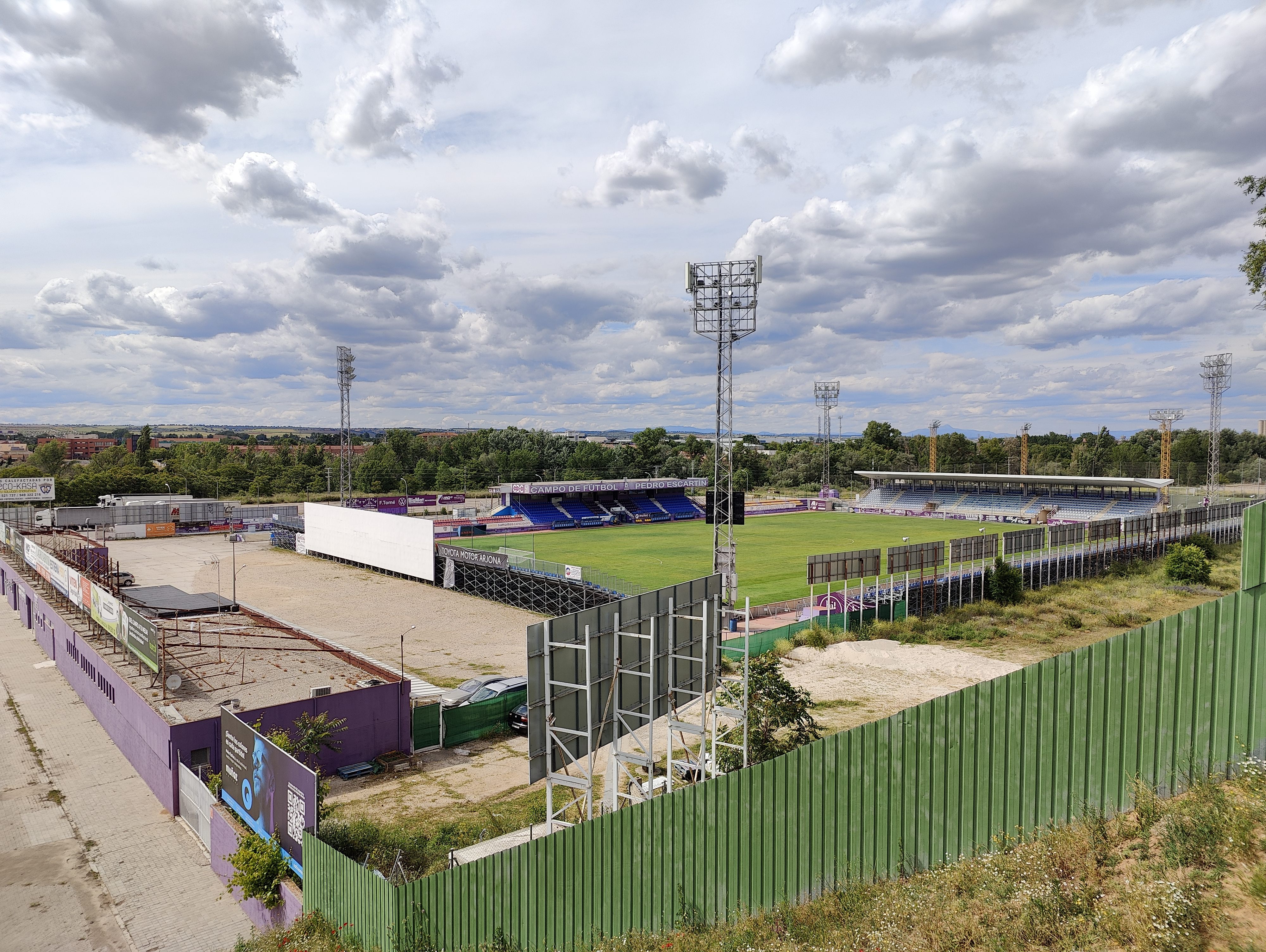
Campo de fútbol Pedro Escartín visto desde el puente (2024)

El himno oficial del Deportivo Guadalajara, compuesto por el maestro Luis Posadas, se presentó el 18 de septiembre de 1985, en el partido de la primera ronda de la Copa del Rey disputado entre el Deportivo Guadalajara y el Rayo Vallecano. También existe una versión del himno realizada por el grupo alcarreño Despistaos. 
El 9 de marzo de 2012, con motivo del 65 aniversario del club, se presentó el segundo himno oficial del Club Deportivo Guadalajara titulado "Himno Oficial C.D.Guadalajara 2.0", compuesto e interpretado por el grupo de Guadalajara Camino Equivocado, y se escuchó por primera vez en el campo de fútbol Pedro Escartín el 10 de marzo en el partido frente al Real Club Deportivo de La Coruña.Durante unos años se usó al finalizar los partidos pero tras dejar la presidencia Germán Retuerta se dejó de usar al acabar los partidos.

## Trayectoria del club
- Temporadas en 1ª: 0
- Temporadas en 2ª: 2
- Temporadas en Primera Federación: 1
- Temporadas en 2ª B: 7
- Temporadas en Segunda Federación: 3
- Temporadas en 3ª: 51
- Temporadas en Tercera Federación: 1
- Temporadas en Regional Preferente: 4
- Temporadas en 1ª Regional: 8

| Temporada | Categoría    | Posición | Copa del Rey |
| --------- | ------------ | -------- | ------------ |
| 1947/48   | 1.ª Regional | 2.º      |              |
| 1948/49   | 1.ª Regional | 1.º      |              |
| 1949/50   | 3.ª          | 8º       |              |
| 1950/51   | 3.ª          | 2º       |              |
| 1951/52   | 3.ª          | 12º      |              |
| 1952/53   | 3.ª          | 11º      |              |
| 1953/54   | 3.ª          | 14º      |              |
| 1954/55   | 3.ª          | 10º      |              |
| 1955/56   | 3.ª          | 6º       |              |
| 1956/57   | 3.ª          | 7º       |              |
| 1957/58   | 3.ª          | 9º       |              |
| 1958/59   | 3.ª          | 10º      |              |
| 1959/60   | 3.ª          | 13.º     |              |
| 1960/61   | 3.ª          | 13.º     |              |
| 1961/62   | 3.ª          | 14.º     |              |
| 1962/63   | 1.ª Regional | 3.º      |              |
| 1963/64   | 3.ª          | 10.º     |              |
| 1964/65   | 3.ª          | 8.º      |              |
| 1965/66   | No compitió  | —        |              |
| 1966/67   | No compitió  | —        |              |

| Temporada | Categoría           | Posición | Copa del Rey |
| --------- | ------------------- | -------- | ------------ |
| 1967/68   | 3.ª                 | 15.º     |              |
| 1968/69   | 1.ª Regional        | 8.º      |              |
| 1969/70   | 1.ª Regional        | 2.º      |              |
| 1970/71   | 1.ª Regional        | 4.º      |              |
| 1971/72   | 1.ª Regional        | 6.º      |              |
| 1972/73   | 1.ª Regional        | 2.º      |              |
| 1973/74   | 3.ª                 | 8.º      | 1.ª ronda    |
| 1974/75   | 3.ª                 | 19.º     | 1.ª ronda    |
| 1975/76   | Regional Preferente | 2.º      |              |
| 1976/77   | 3.ª                 | 18.º     | 1.ª ronda    |
| 1977/78   | 3.ª                 | 20.º     | 2.ª ronda    |
| 1978/79   | Regional Preferente | 10.º     |              |
| 1979/80   | Regional Preferente | 4.º      |              |
| 1980/81   | 3.ª                 | 16.º     |              |
| 1981/82   | 3.ª                 | 20.º     |              |
| 1982/83   | Regional Preferente | 3.º      |              |
| 1983/84   | 3.ª                 | 12.º     |              |
| 1984/85   | 3.ª                 | 6.º      |              |
| 1985/86   | 3.ª                 | 12.º     | 1.ª ronda    |
| 1986/87   | 3.ª                 | 20.º     |              |

| Temporada | Categoría | Posición | Copa del Rey |
| --------- | --------- | -------- | ------------ |
| 1987/88   | 3.ª       | 14.º     |              |
| 1988/89   | 3.ª       | 4.º      |              |
| 1989/90   | 3.ª       | 6º       |              |
| 1990/91   | 3.ª       | 2º       | 2.ª ronda    |
| 1991/92   | 3.ª       | 6.º      | 1.ª ronda    |
| 1992/93   | 3.ª       | 14.º     | 1.ª ronda    |
| 1993/94   | 3.ª       | 11.º     |              |
| 1994/95   | 3.ª       | 11º      |              |
| 1995/96   | 3.ª       | 9º       |              |
| 1996/97   | 3.ª       | 6.º      |              |
| 1997/98   | 3.ª       | 4.º      |              |
| 1998/99   | 3.ª       | 2º       |              |
| 1999/00   | 3.ª       | 9.º      |              |
| 2000/01   | 3.ª       | 5º       |              |
| 2001/02   | 3.ª       | 11.º     |              |
| 2002/03   | 3.ª       | 3º       |              |
| 2003/04   | 3.ª       | 5.º      |              |
| 2004/05   | 3.ª       | 8.º      |              |
| 2005/06   | 3.ª       | 2º       |              |
| 2006/07   | 3.ª       | 2.º      |              |

| Temporada | Categoría | Posición | Copa del Rey |
| --------- | --------- | -------- | ------------ |
| 2007/08   | 2.ªB      | 8.º      |              |
| 2008/09   | 2.ªB      | 9.º      |              |
| 2009/10   | 2.ªB      | 3.º      |              |
| 2010/11   | 2.ªB      | 2.º      | 2.ª ronda    |
| 2011/12   | 2.ª       | 16.º     | 2.ª ronda    |
| 2012/13   | 2.ª       | 18.º     | 2.ª ronda    |
| 2013/14   | 2.ª B     | 5.º      | 1.ª ronda    |
| 2014/15   | 2.ª B     | 3.º      | 1.ª ronda    |
| 2015/16   | 2.ª B     | 17.º     | 1.ª ronda    |
| 2016/17   | 3.ª       | 4.º      |              |
| 2017/18   | 3.ª       | 6.º      |              |
| 2018/19   | 3.ª       | 15.º     |              |
| 2019/20   | 3.ª       | 3.º      |              |
| 2020/21   | 3.ª       | 7.º      |              |
| 2021/22   | 3.ª RFEF  | 1.º      |              |
| 2022/23   | 2.ª RFEF  | 7.º      | 1/32         |
| 2023/24   | 2.ª RFEF  | 10.º     |              |
| 2024/25   | 2.ª RFEF  | 1.º      |              |
| 2025/26   | 1.ª RFEF  |          |              |

## Palmarés

### Campeonatos nacionales
- Segunda Federación (1): 2024-25 (Gr. V).[16]
- Tercera Federación (1): 2021-22 (Gr. XVIII).[17]
- Subcampeón de la Segunda División B de España (1): 2010-11 (Gr. 1).
- Subcampeón de la Tercera División de España (5): 1950-51 (Gr. IV), 1990-91 (Gr. XVII), 1998-99 1998-99 (Gr. XVII), 2005-06 (Gr. XVII) y 2006-07 (Gr. XVIII).
- Subcampeón de la Copa RFEF (1): 2013-14.[18]

### Campeonatos regionales
- 1.ª Regional Ordinaria Castellana (1): 1948-49 (Gr. 2) .[19]
- Copa Castilla[n. 1] (1): 1949-50.
- Campeonato de Castilla de Aficionados (1): 1975-76.
- Trofeo Junta de Comunidades de Castilla-La Mancha (1): 2009-10.
- Subcampeón de 1.ª Regional Preferente Castellana (1): 1975-76.[20]
- Subcampeón de 1.ª Regional Ordinaria Castellana (3): 1947-48 (Gr.1),[21] 1969-70[22] y 1972-73.[23]
- Subcampeón del Campeonato de Castilla de Aficionados (2): 1946-47 y 1947-48.
- Subcampeón de la Copa Federación Castellana (1): 1952-53.
- Subcampeón de la Copa Ramón Triana (1): 1975-76.
- Subcampeón de la Copa RFEF (Fase Regional de Castilla-La Mancha) (3): 1996-97,[24]2023-24[25] y 2024-25.[26]
- Subcampeón del Trofeo Junta de Comunidades de Castilla-La Mancha (1): 2007-08.

### Trofeos amistosos
- Trofeo de la Uva y el Vino (1): 1983.
- Trofeo Alcarria (8): 1984, 1999, 2001, 2006, 2011, 2012, 2013 y 2014.
- Trofeo Puchero (1): 2008.
- Trofeo Diputación Provincial de Guadalajara (2): 2010[27] y 2011.[28]
- Trofeo Campiña (5): 2011,[29] 2012,[30] 2014,[31] 2022[32] y 2024.[33]
- Trofeo Ciudad de Zamora (1): 2012.
- Trofeo Cervantes (1): 2012.
- Trofeo Rosa del Azafrán (1): 2020.[34]

## Jugadores y entrenadores

### Entrenadores
El Club Deportivo Guadalajara ha tenido un total de 40 entrenadores a lo largo de su historia. El entrenador que más años ha dirigido al equipo ha sido Rodríguez Santander, durante seis temporadas: de la 1951/52 a la 1956/57. El entrenador más laureado es Carlos Terrazas (2010 - 2013), que ascendió el club a la Liga Adelante y logró mantenerlo en la categoría las dos temporadas siguientes. El actual entrenador del club es Pere Martí.